# 小笠原長興 (京都小笠原氏)
小笠原 長興（おがさわら ながおき、正平6年（1351年）? - 没年不詳）は、南北朝時代の日本の武将。小笠原政長の末子。子に三好義長。

## 概要
小笠原氏は、清和源氏義光流の一族。
長興は、京都小笠原氏の一族。